# 제임스 제부사 섀넌
제임스 제부사 섀넌 경(영어: Sir James Jebusa Shannon, 1862년 2월 3일~1923년 3월 6일)은 영국계 미국인 화가이다. 그는 1886년에 플로렌스 메리 카트라이트(Florence Mary Cartwright, 1948년 사망)와 결혼했고, 그녀와의 사이에서 외동딸인 일러스트레이터 키티 섀넌 (1887년~1974년)을 두었다.

## 생애
섀넌은 뉴욕 오번에서 태어났고, 여덟 살 때 부모와 함께 캐나다로 이민을 갔다. 16세 때 그는 영국으로 가서 사우스켄싱턴에서 공부했고, 3년 후 인물화 부문에서 금메달을 획득했다. 1881년 여왕의 명예 시녀 중 한 명인 Hon. Horatia Stopford의 초상화는 왕립예술원에서 주목을 받았고, 1887년 사냥복을 입은 헨리 비네(Henry Vigne)의 초상화는 전시회의 성공작 중 하나였으며, 이후 파리, 베를린, 비엔나에서 메달을 받았다.

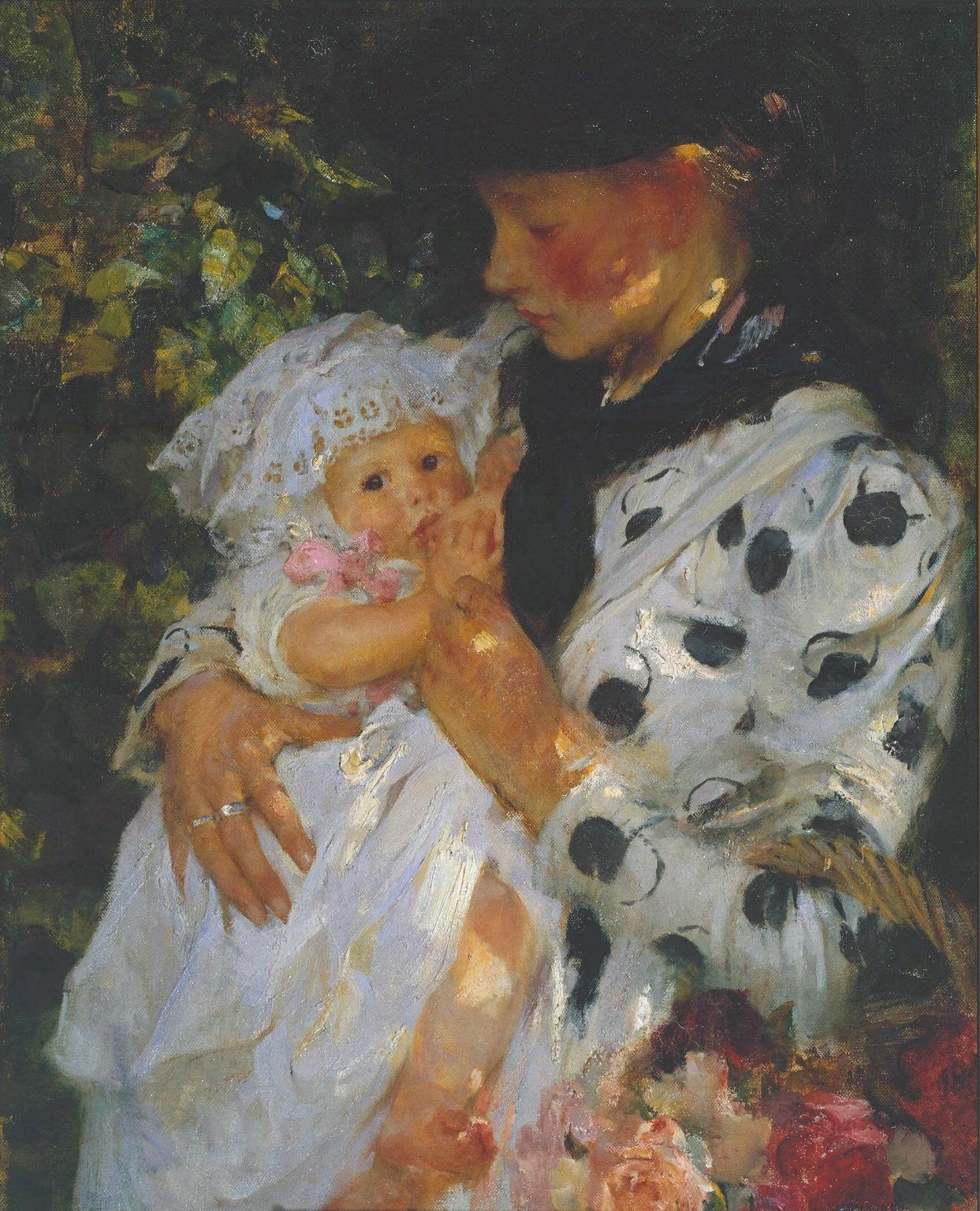
《꽃의 소녀》(The Flower Girl), 1900년, 테이트 미술관 소장

그는 곧 런던의 주요 초상화가 중 한 명이 되었다. 그는 뉴 잉글리시 아트 클럽의 초대 회원 중 한 명이었으며, 왕립 초상화 화가 협회(Royal Society of Portrait Painters)의 창립 멤버였고, 1897년에는 왕립예술원의 준회원으로 선출되었다. 그의 그림 《꽃의 소녀》는 1901년 테이트 미술관의 국립 컬렉션에 판매되었다. 1902년에 그는 왕립예술원에서 프레드 엘리엇 부인의 초상화를 전시했다. 1902년 9월 30일, 프레드 엘리엇 부인의 남편이 이혼 소송을 제기했으며 원고는 프레드릭 존 엘리엇, 피고는 소피아 제인 엘리엇이며, 그리고 공동 피고인으로 제임스 제부사 섀넌이 지명되었다.

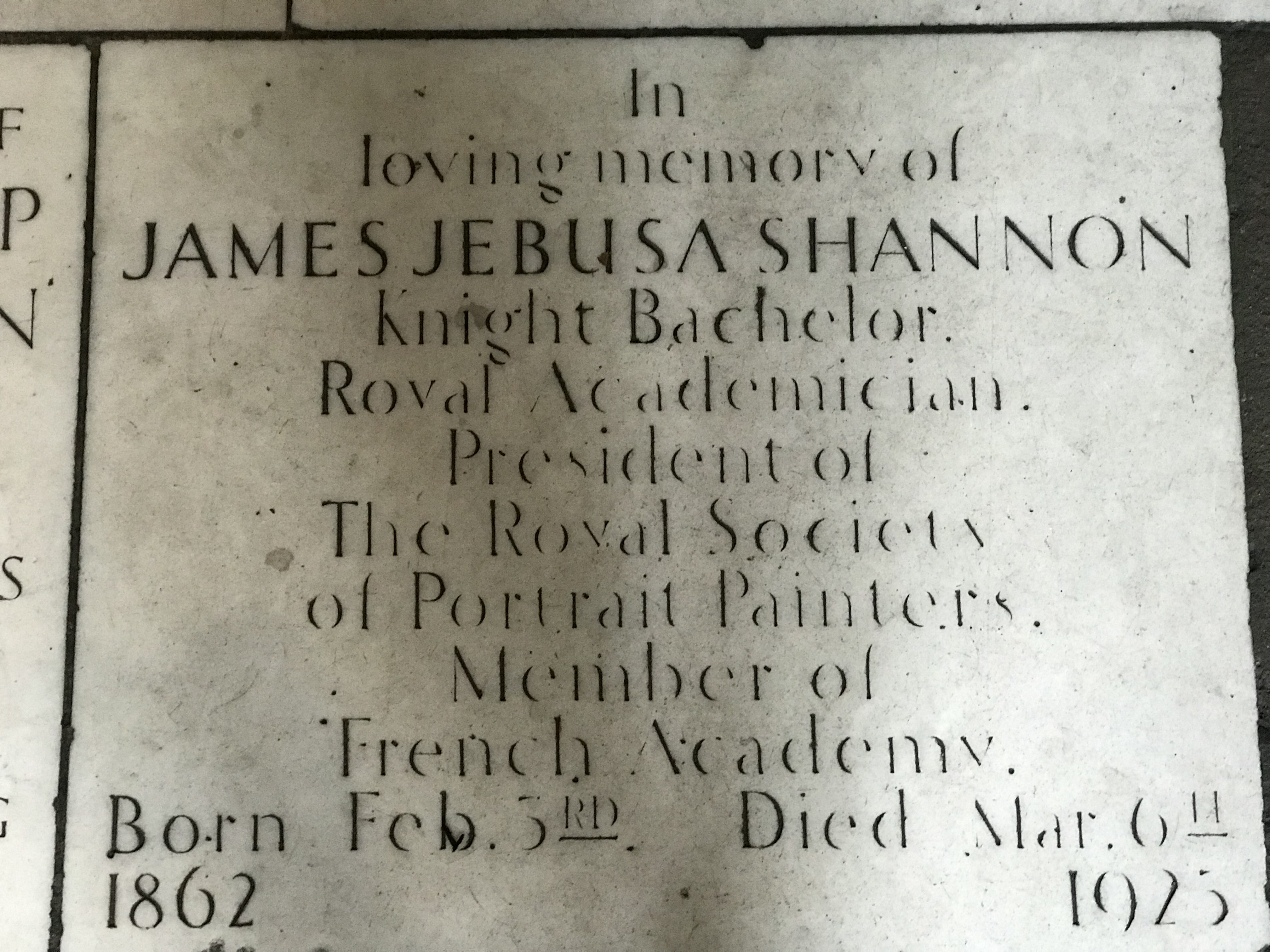
피카딜리의 세인트 제임스 교회에 있는 제임스 제부사 섀넌을 기리는 기념비

## 작품

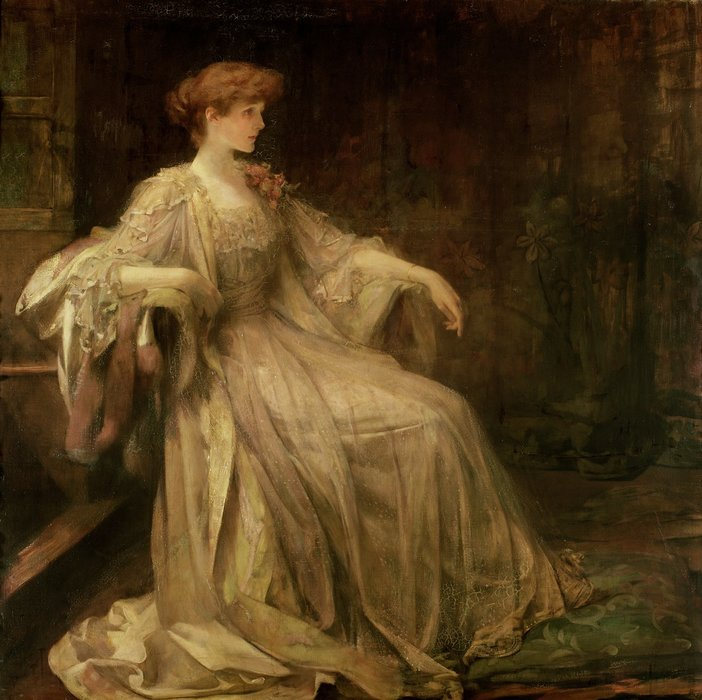
《바이올렛 매너스, 러틀랜드 공작부인》, 1890년경
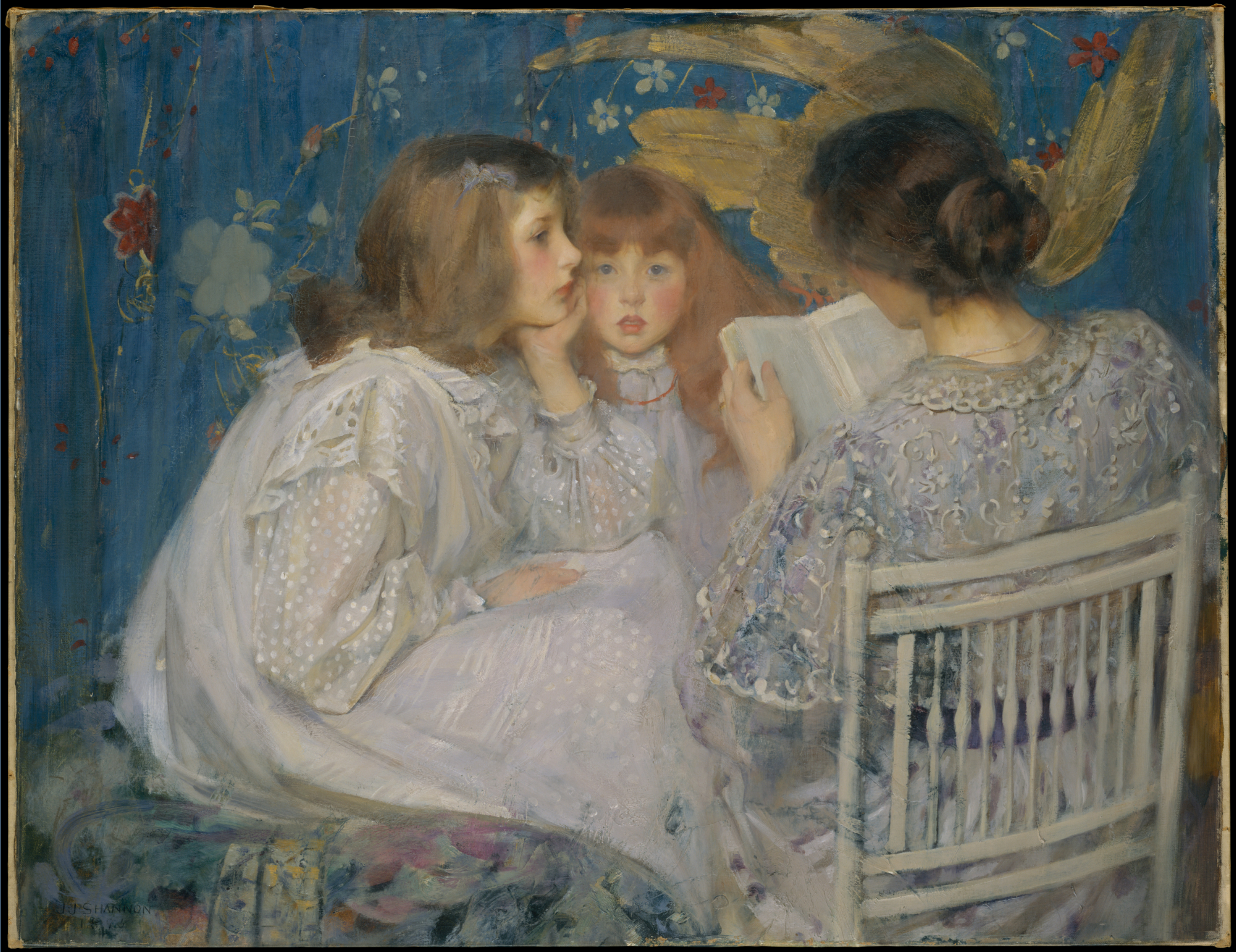
《정글 이야기》(Jungle Tales), 1895년, 메트로폴리탄 미술관
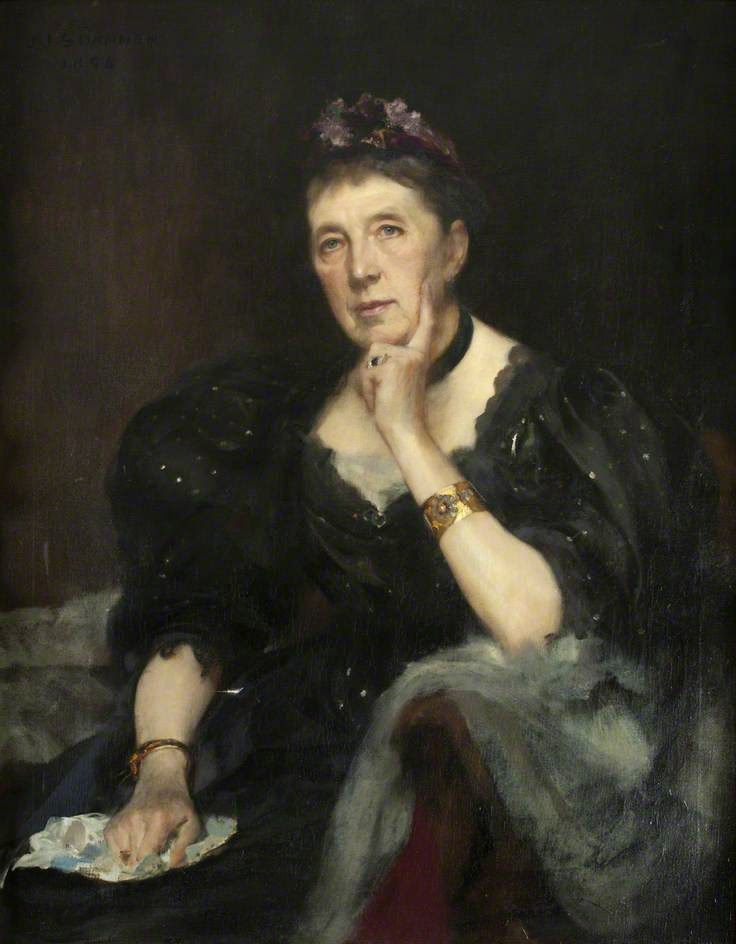
《편지를 쓴 여인》(Lady with a Letter), 1896년
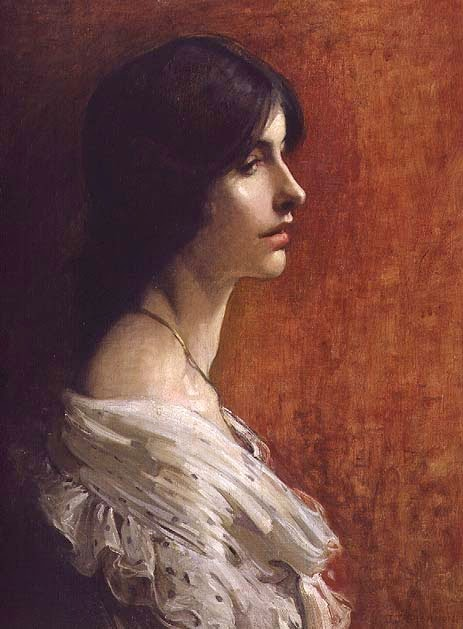
《젊은 여인의 초상》(Portrait of a young Lady), 1897년
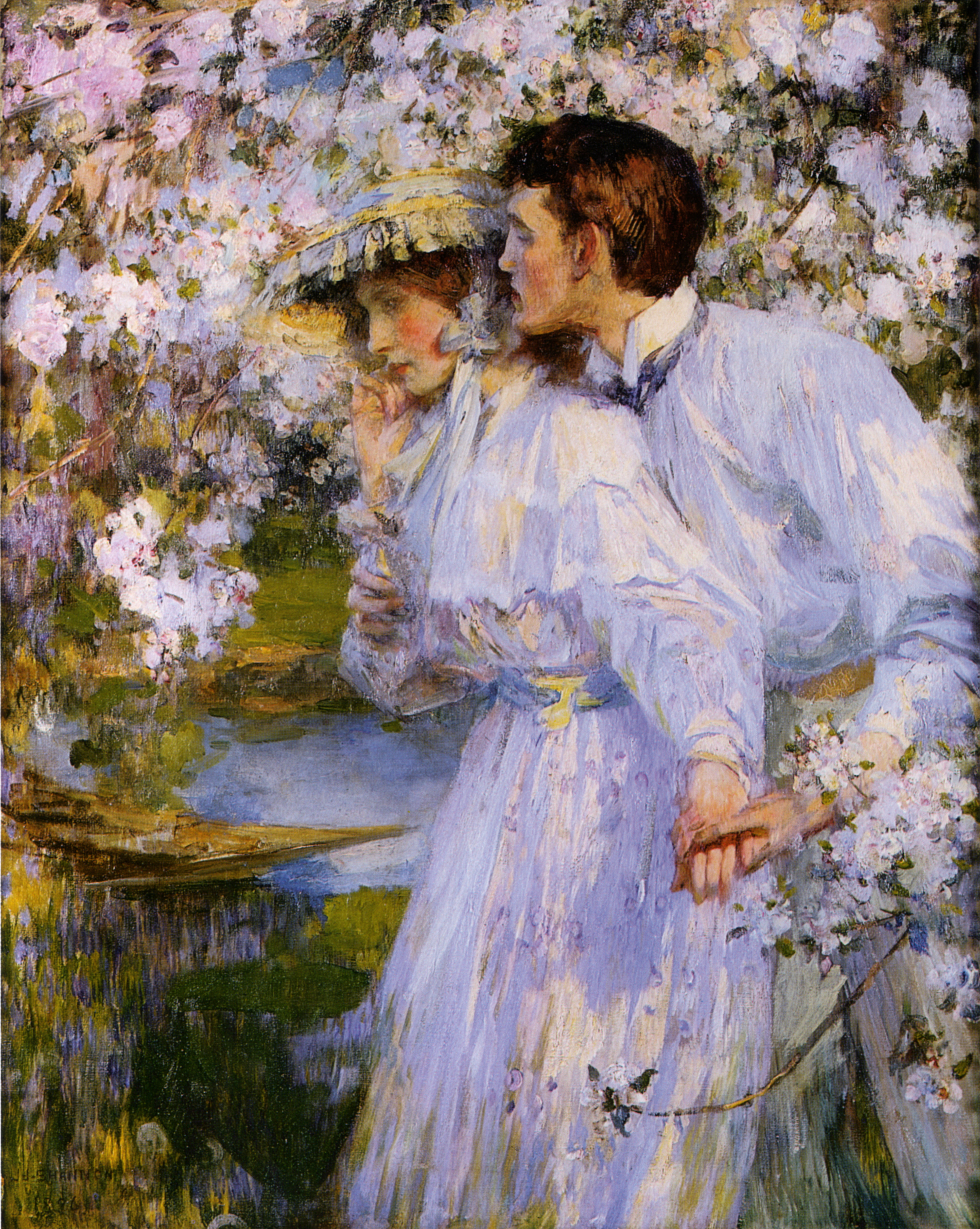
《봄에》(In the springtime), 1896년
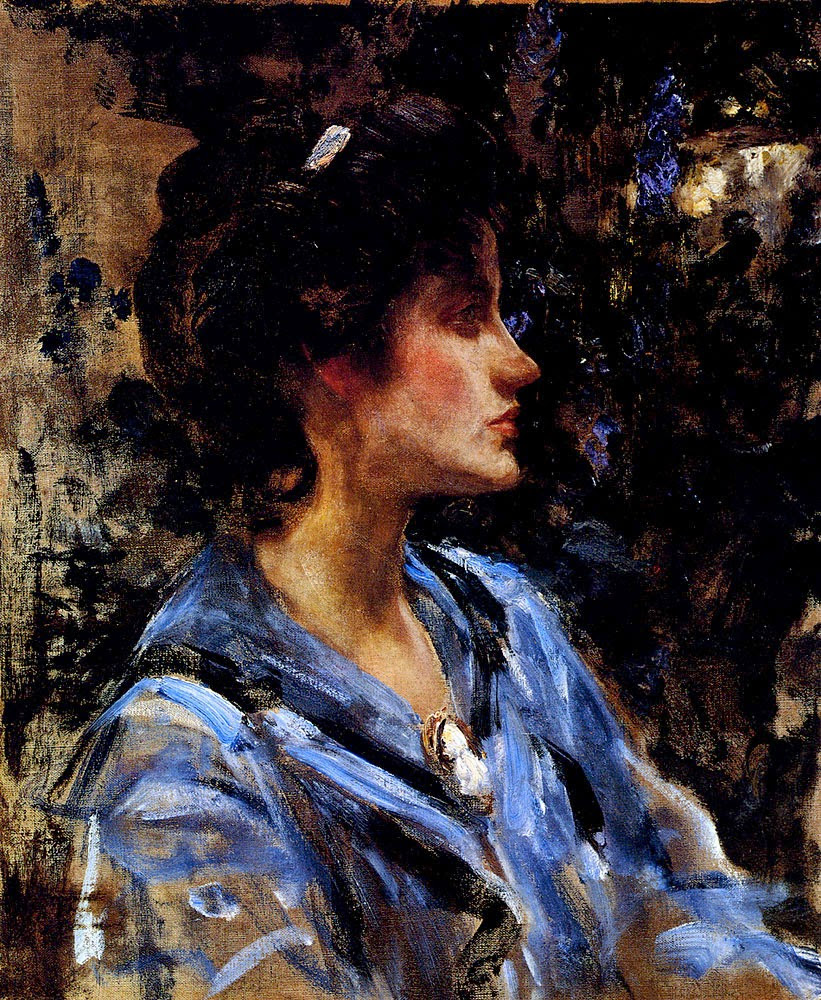
《푸른 옷의 젊은 여성》(Young Woman In Blue, Miss H. Strom), 1900년경
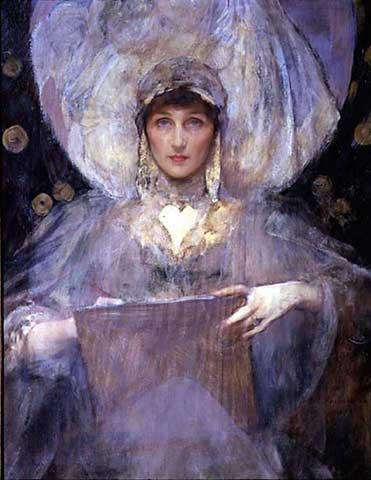
《바이올렛 매너스, 러틀랜드 공작부인의 초상화》, (Portrait of Violet Manners, Duchess of Rutland), 1900년경
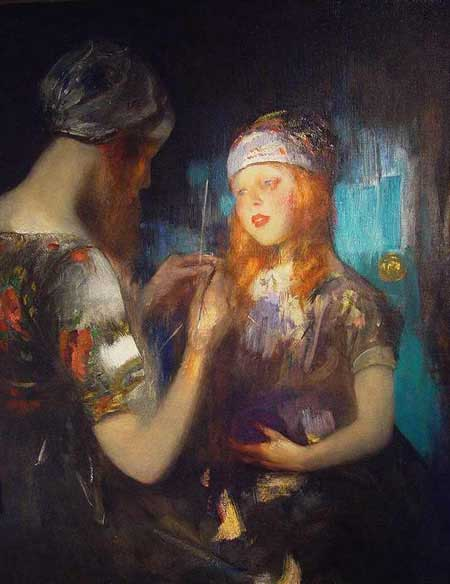
《뜨개질, 노라 워드와 키티 섀넌》(Knitting, Nora Ward and Kitty Shannon), 1900년경~1905년경
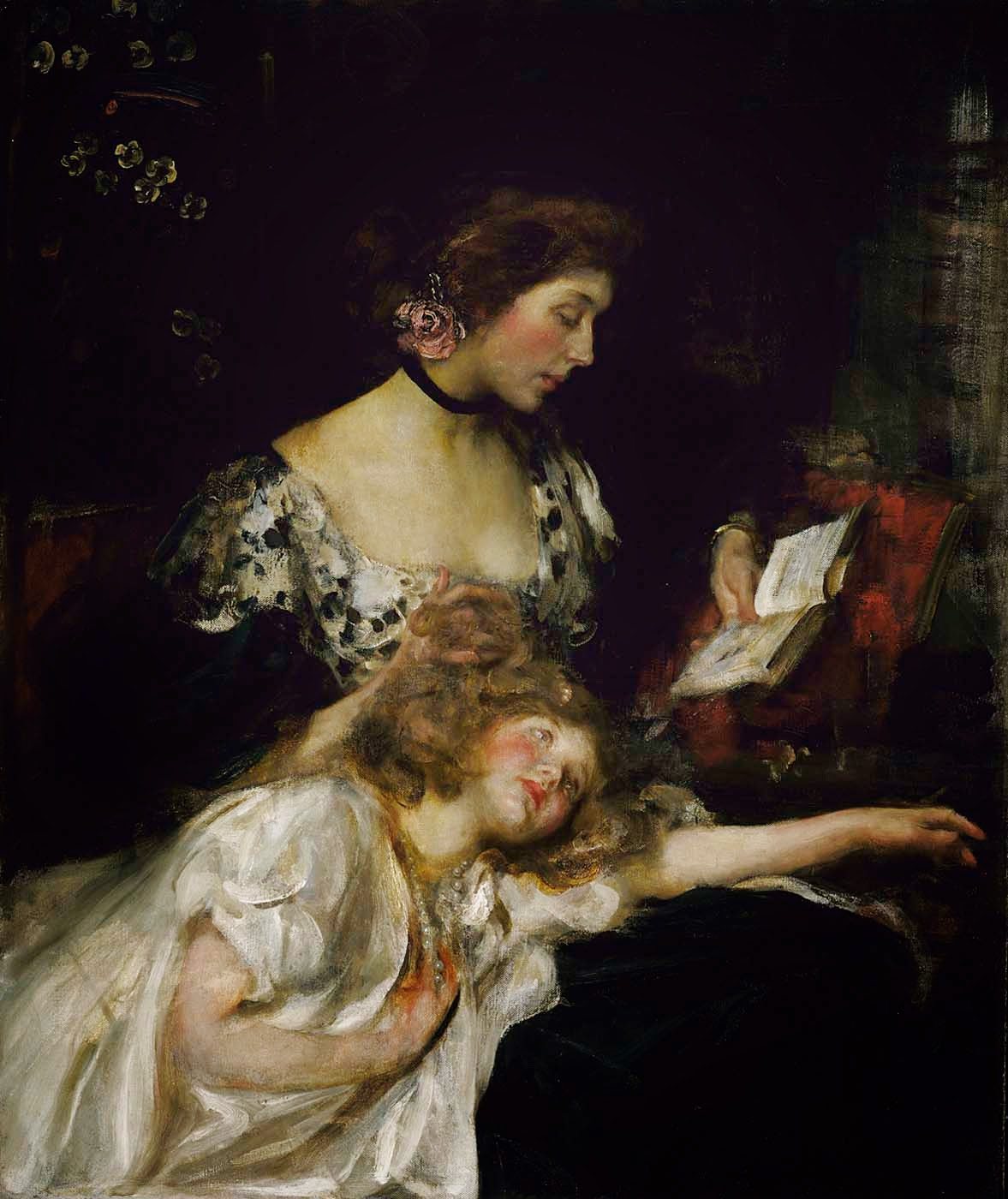
《엄마와 아이, 레이디 섀넌과 키티 섀넌》, (Mother and child, Lady Shannon and Kitty), 1900년
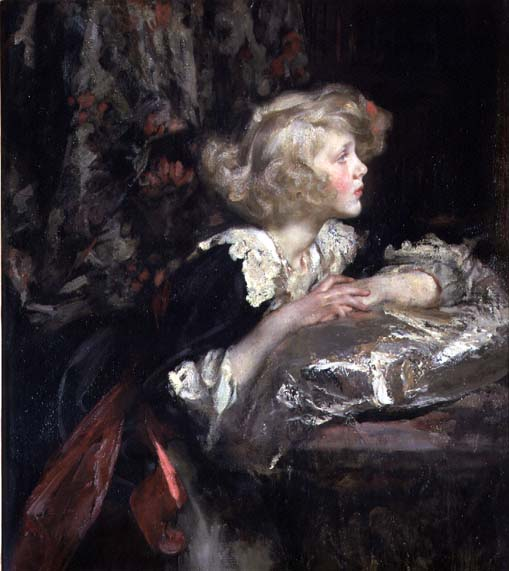
Portrait of Lady Diana Manners, 1900년경
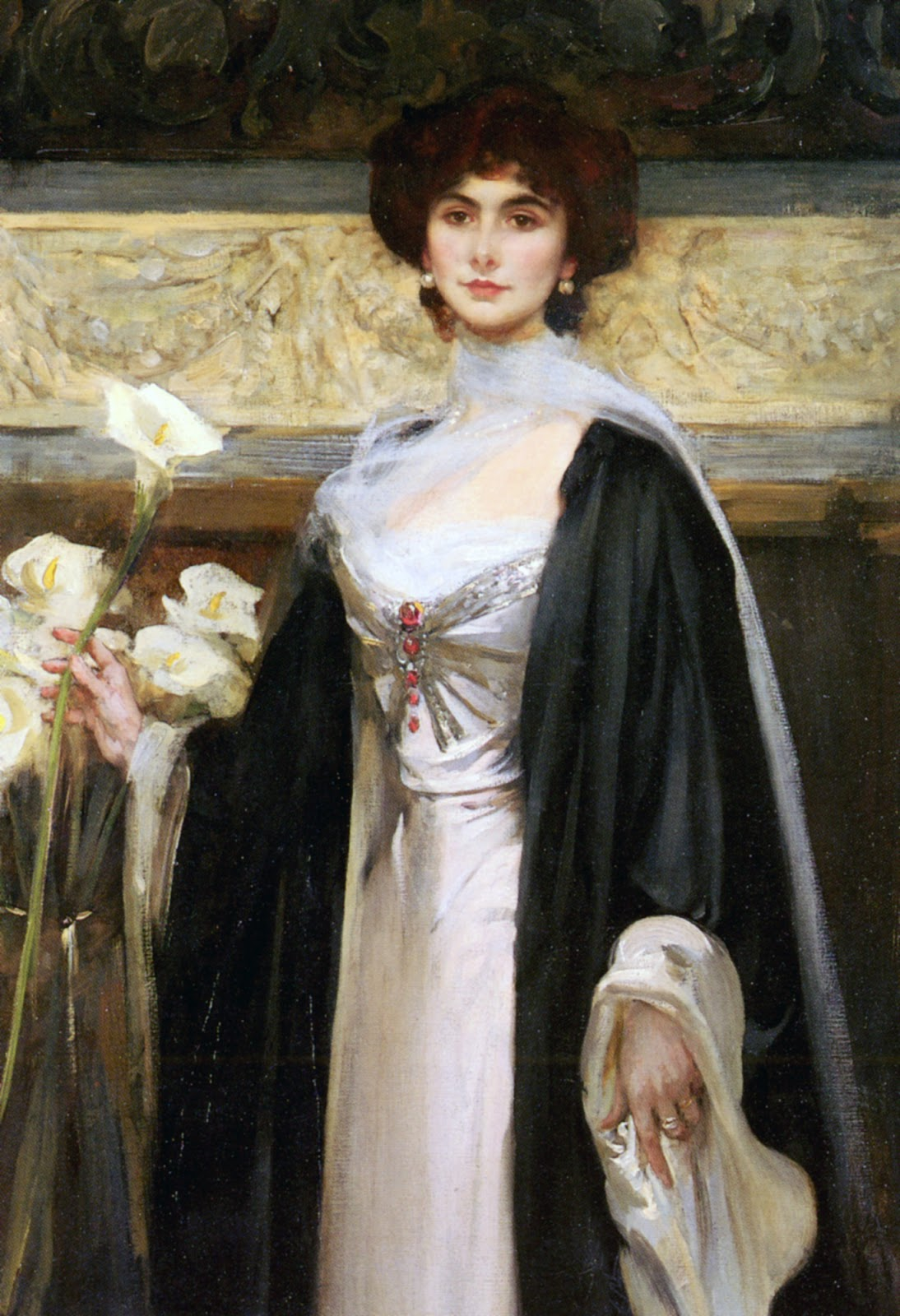
《흰 백합》(White Lilies)
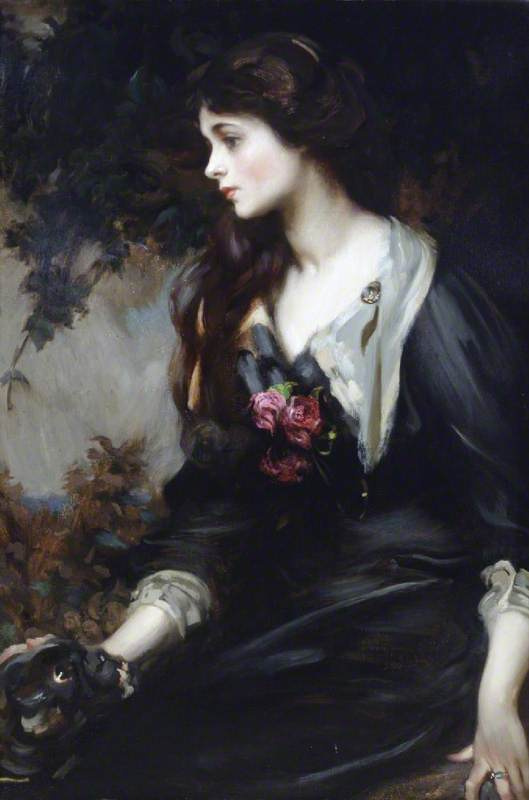
Lady Marjorie Manners (1883–1946), 1900년
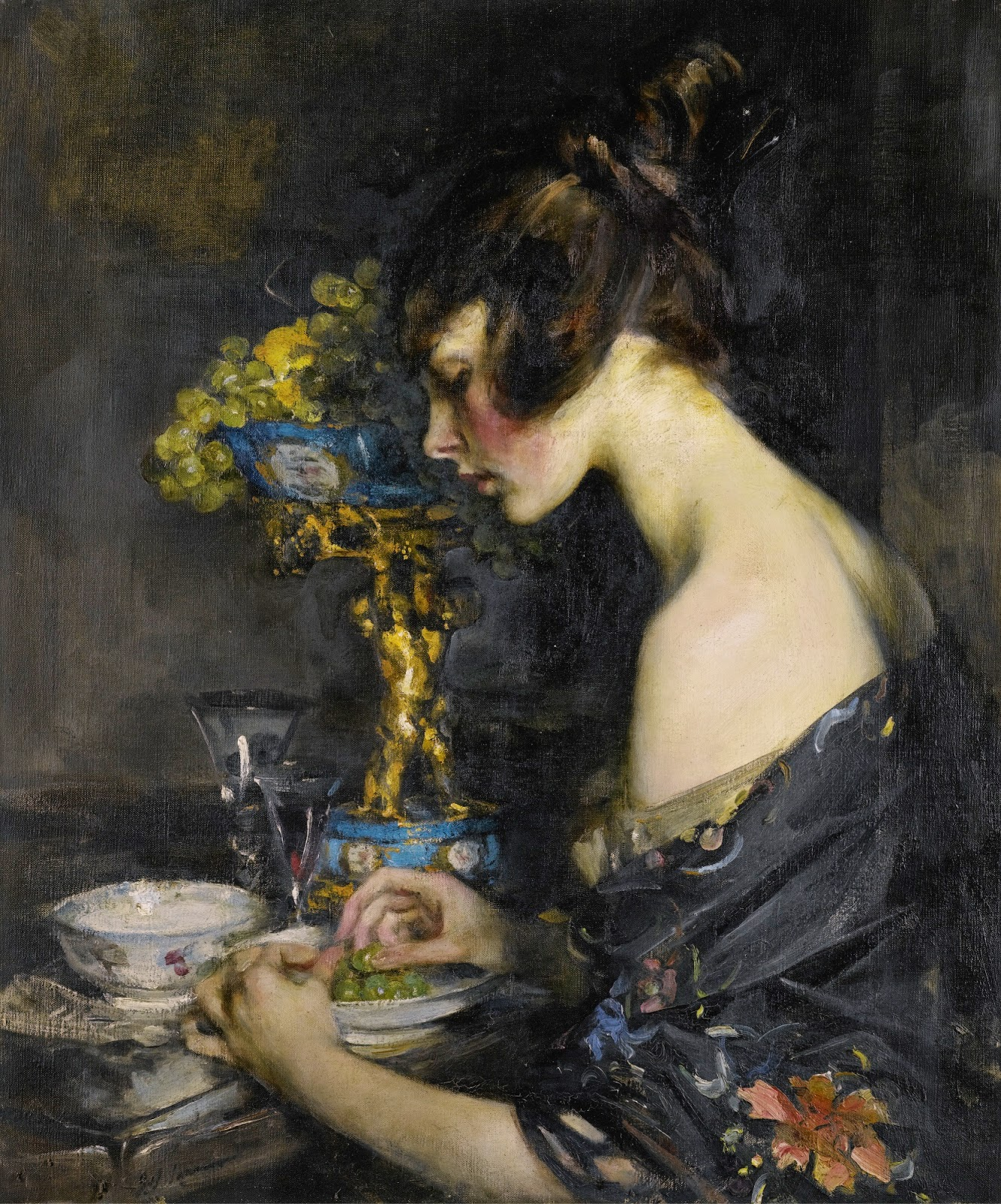
《세브르 꽃병》(The Sevres Vase)
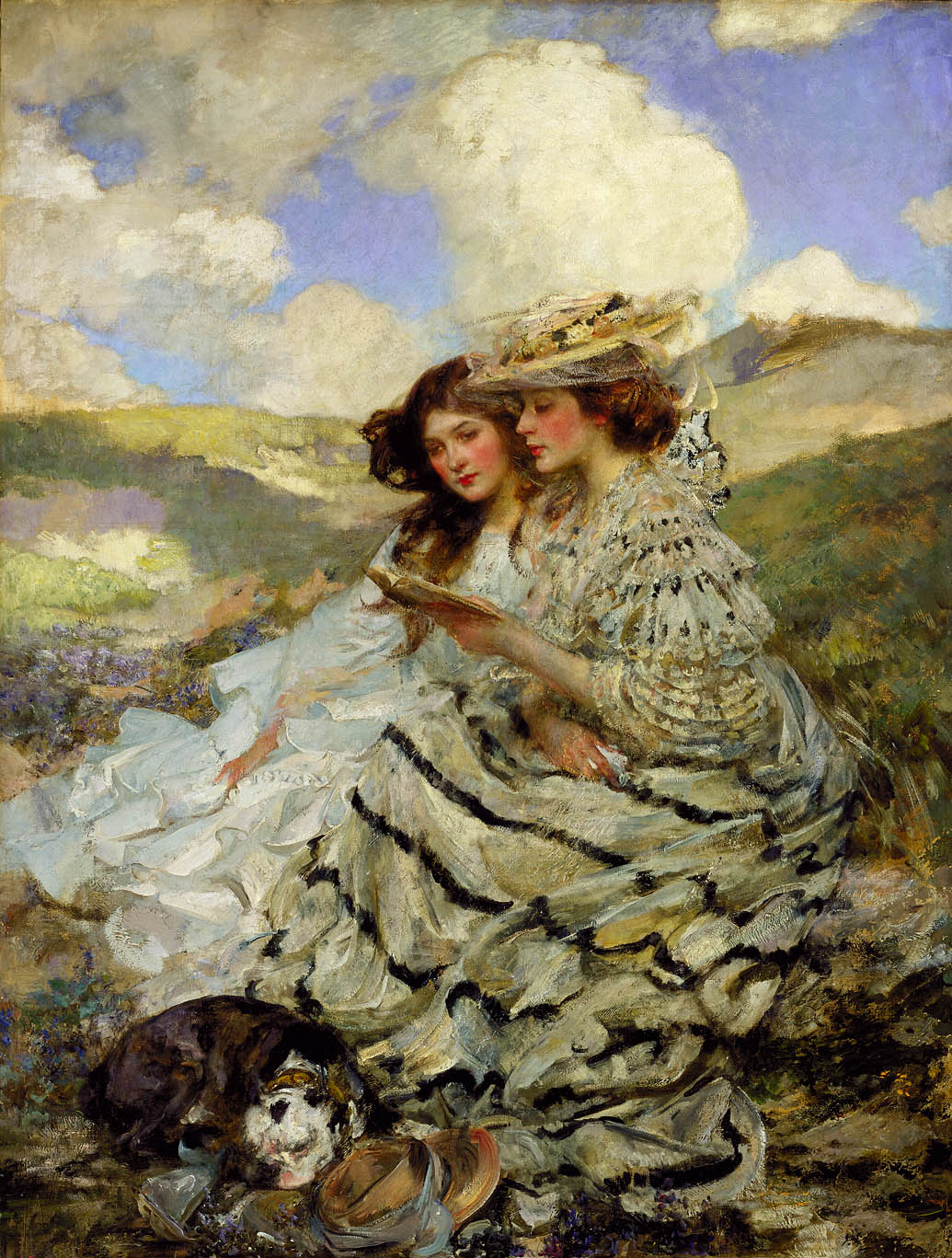
《모래 언덕에서》(에그몬드의 모래 언덕에 있는 플로렌스 섀넌과 그녀의 딸 키티 섀넌)
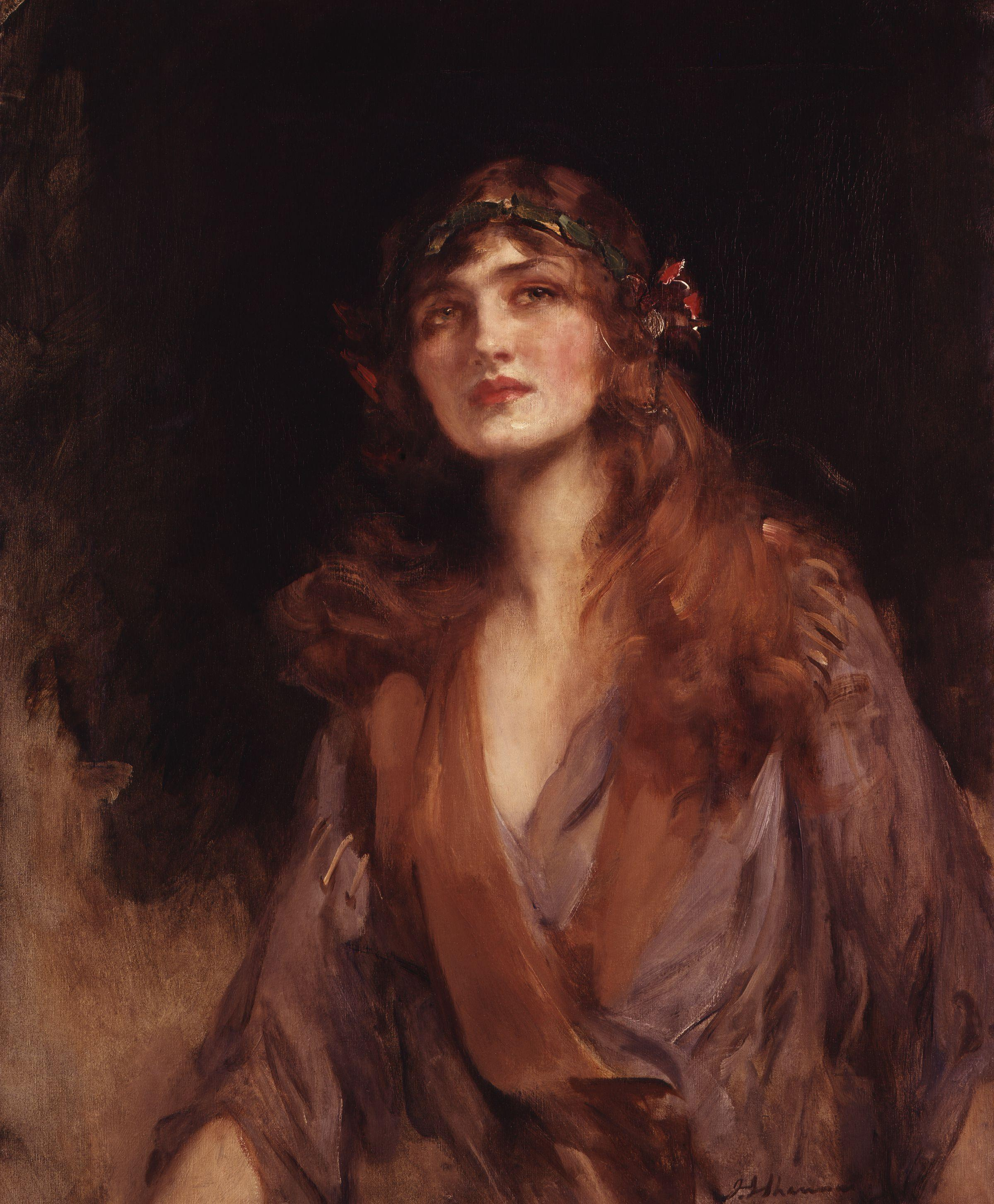
Lily Elsie, 1916년경
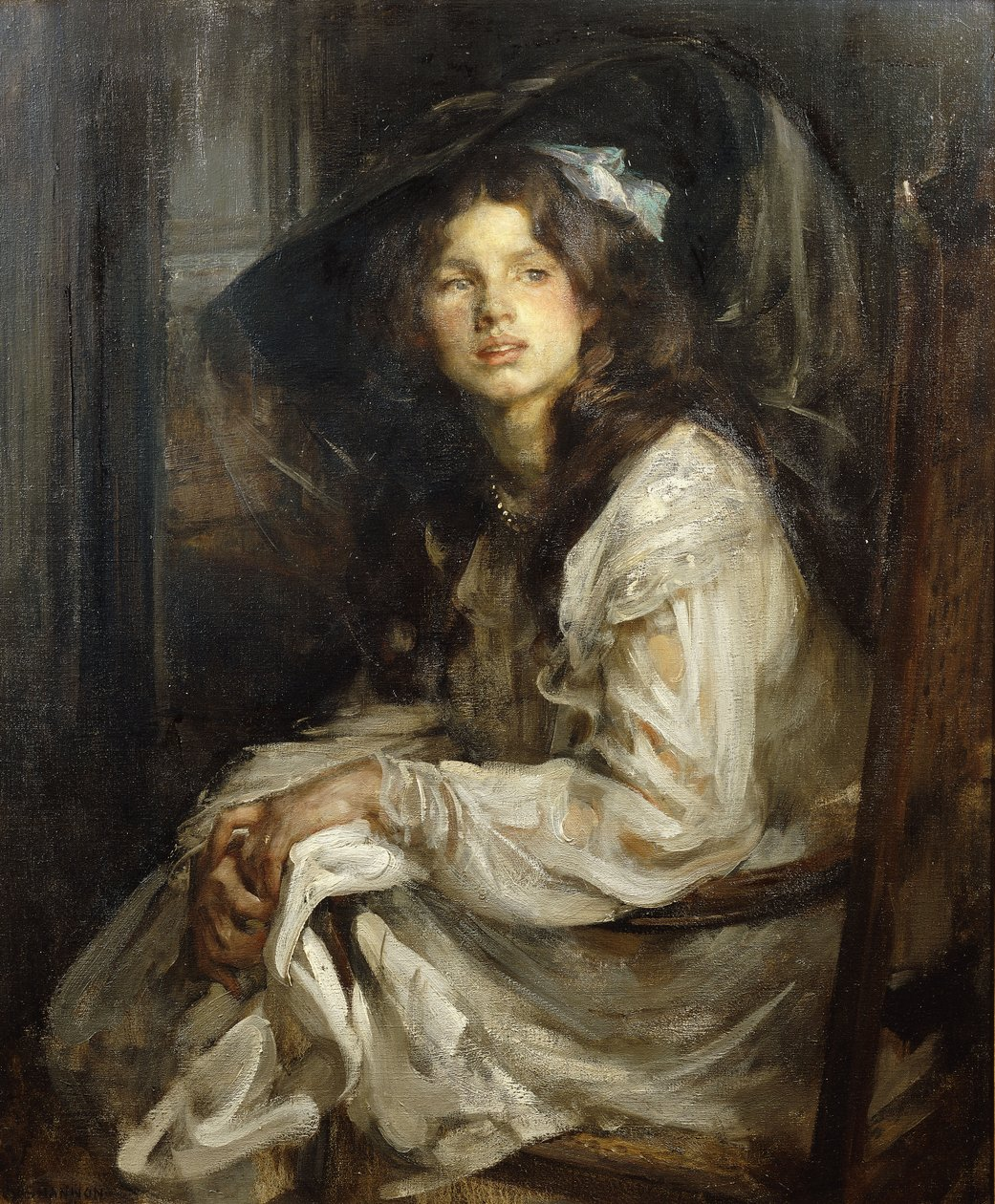
《의자에 앉은 소녀》(Girl Seated in a Chair)
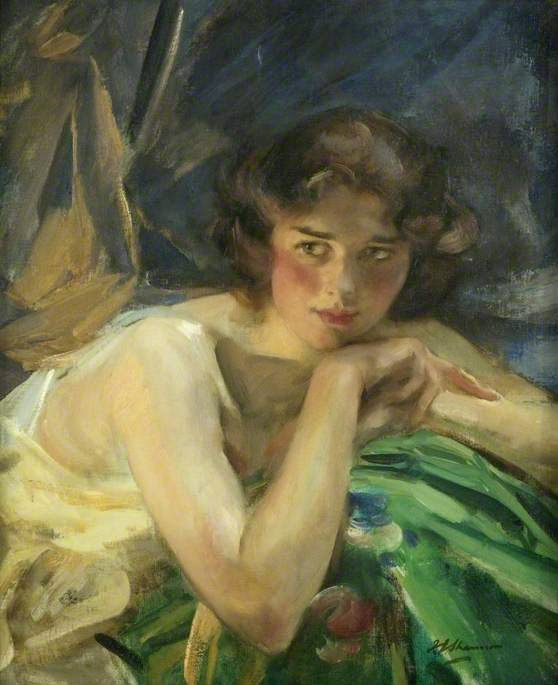
Flora, 1922년경
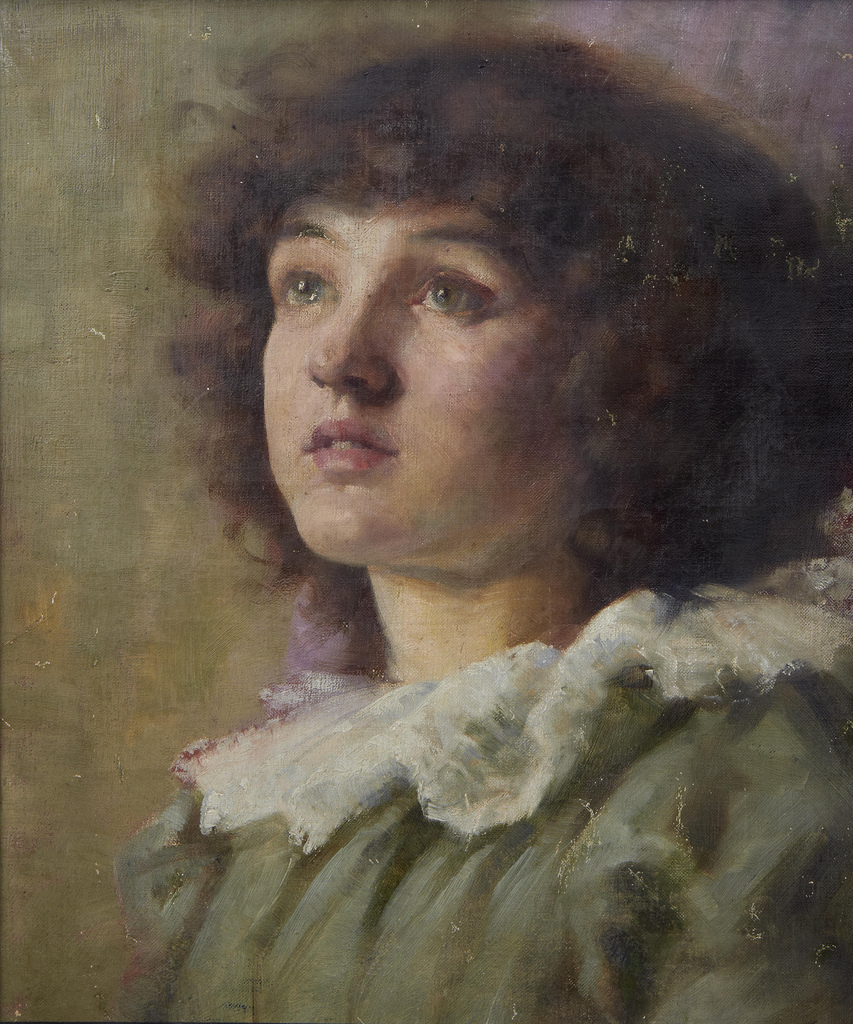
《소녀의 초상화》
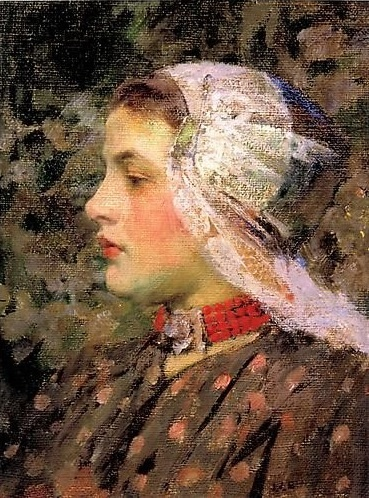
《네덜란드 소녀의 초상화》, 1891년~1896년
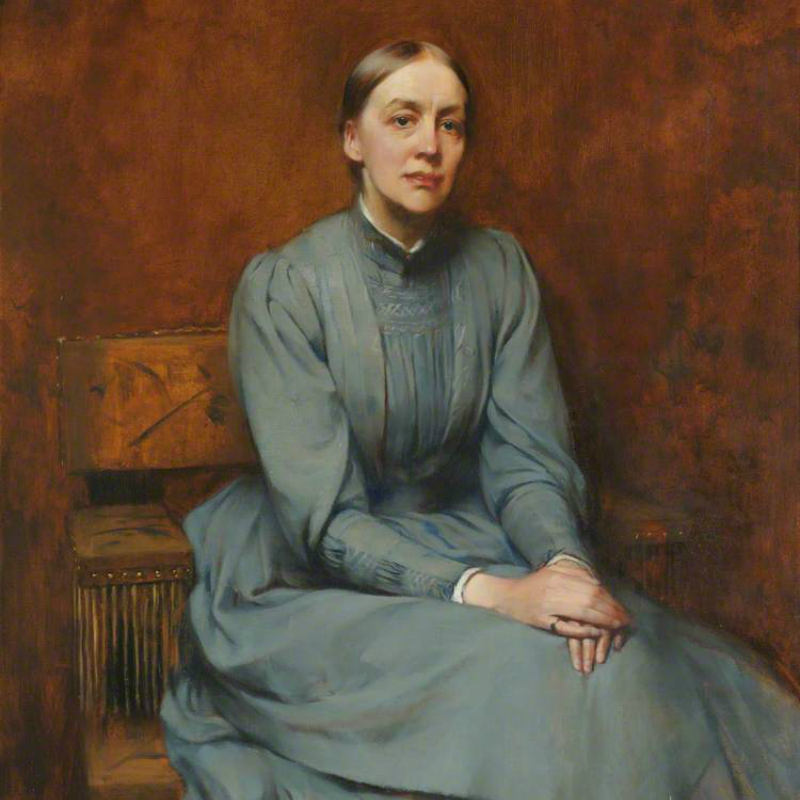
Eleanor Mildred Sidgwick의 초상, 1889년
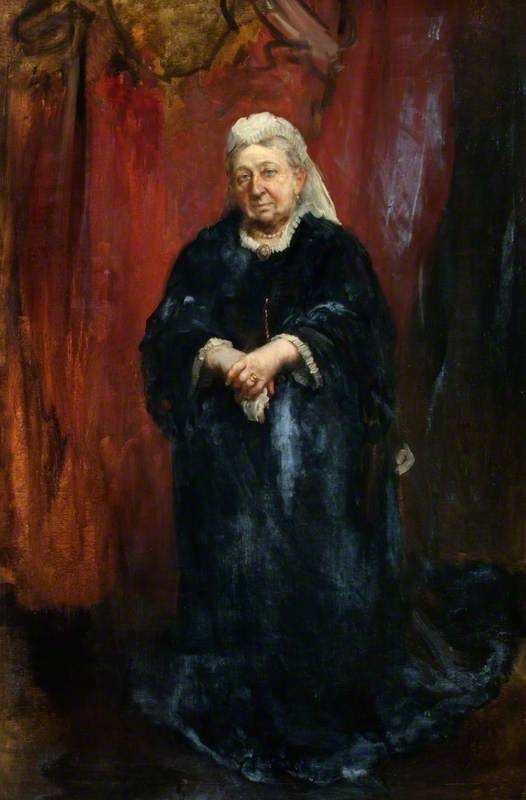
《빅토리아 여왕(1819–1901)》, 1881년경
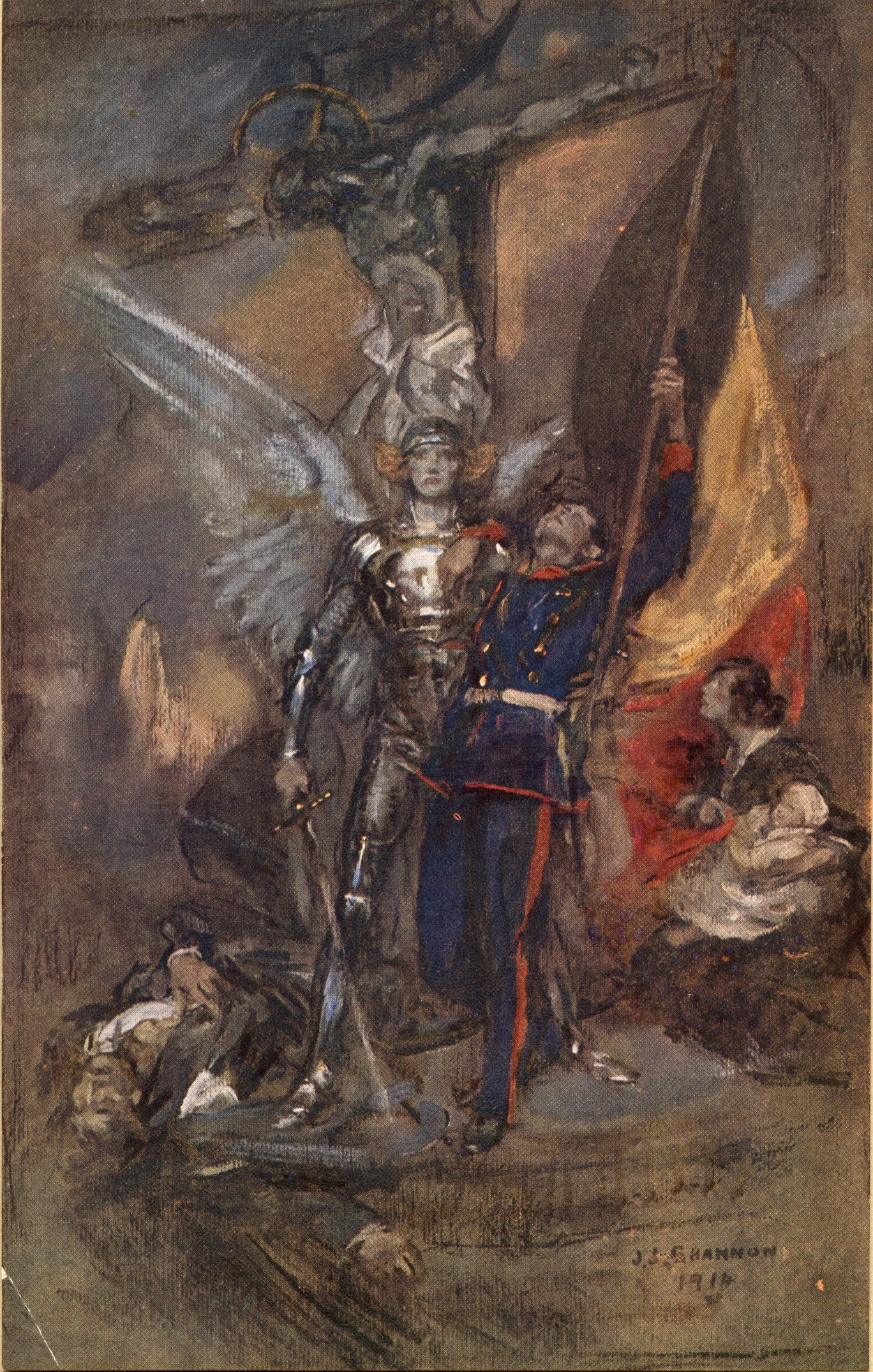
《벨기에의 성 미카엘》(St. Michael of Belgium), 1914년